# Lewis Milestone
Pour les articles homonymes, voir Milestone.
Lewis Milestone, né Lev Milstein est un réalisateur, producteur de cinéma et scénariste américain, né le 30 septembre 1895 à Chișinău dans le gouvernement de Bessarabie, alors province de l'Empire russe, et mort le 25 septembre 1980  à Los Angeles, Californie. D'abord célébré pour le pacifisme de son chef-d'œuvre, À l'Ouest, rien de nouveau, il produisit ensuite plusieurs films de propagande anti-nazie où son attitude face à la légitimité de la violence est plus nuancée.

## Biographie
Milestone nait à Kichinev (aujourd'hui Chișinău, Moldavie), en 1895, dans une famille de tradition juive de Bessarabie. Il émigre aux États-Unis en 1913, juste avant la Première Guerre mondiale. Milestone exerce différents métiers avant de s'engager dans le Service des Transmissions de l'armée, où il est employé en tant qu’assistant-réalisateur pour des films d'exercices d'entraînement pendant la guerre. En 1919 il est naturalisé citoyen américain.
En 1930, il réalise À l'Ouest, rien de nouveau,,. D'emblée, le thème de cette œuvre déchaîne les passions nationalistes en Europe centrale, et les nazis provoquent l'esclandre dans les cinémas où ce film est projeté. Il est finalement interdit seulement une semaine après sa sortie, le 11 décembre 1930, par le « Film-Oberprüfstelle », le comité de censure allemand de l'époque.
Ailleurs, il est très médiatisé, et Lewis Milestone remporte le premier Oscar du cinéma, pour sa réalisation très sensible et humaine.
Durant la Seconde Guerre mondiale, il tournera divers films patriotiques.
Après la Guerre il se fera connaître par des films comme L'Emprise du crime, Okinawa, L'Inconnu de Las Vegas,, et Les Révoltés du Bounty,.
En 1936, il épouse Kenda Lee qui restera son épouse jusqu'à son décès en 1978.
Lewis Milestone décède des suites d'une opération chirurgicale, le 25 septembre 1980 àl'UCLA Ronald Reagan Medical Center. Il est enterré au Westwood Memorial Park de Los Angeles.
Les archives de Lewis Milestone sont déposées à la Bibliothèque Margaret Herrick (en) de l'Academy of Motion Picture Art and Sciences située à Beverly Hills.
Lors d'une cérémonie du 8 février 1960, il a droit à son étoile sur le Walk of Fame.

## Filmographie

### Réalisateur
- 1925 : Les Sept Larrons en quarantaine (Seven Sinners)
- 1926 : Pourvu que ça dure (The Caveman)
- 1927 : Two Arabian Knights
- 1927 : Le Petit Frère (The Kid Brother) (non crédité)
- 1928 : The Garden of Eden
- 1928 : The Racket
- 1929 : Les Nuits de New York (New York Nights)
- 1929 : Mensonges (Betrayal)
- 1930 : À l'ouest, rien de nouveau (All Quiet on the Western Front)
- 1931 : The Front Page
- 1932 : Pluie (Rain)
- 1933 : Je suis un vagabond (Hallelujah, I'm a Bum)
- 1934 : Le capitaine déteste la mer (The Captain Hates the Sea)
- 1935 : Paris in Spring
- 1936 : Transatlantic Follies (Anything Goes)
- 1936 : Le général est mort à l'aube (The General Died at Dawn)
- 1939 : The Night of Nights
- 1939 : Des souris et des hommes (Of Mice and Men)
- 1940 : Double Chance (Lucky Partners)
- 1941 : My Life with Caroline
- 1942 : Our Russian Front
- 1943 : L'Ange des ténèbres (Edge of Darkness)
- 1943 : L'Étoile du Nord (The North Star)
- 1944 : Prisonniers de Satan (The Purple Heart)
- 1945 : Le Commando de la mort (A Walk in the Sun)
- 1946 : L'Emprise du crime (The Strange Love of Martha Ivers)
- 1948 : La Vérité nue (No Minor Vices)
- 1948 : Arc de Triomphe (Arch of Triumph)
- 1949 : Le Poney rouge (The Red Pony)
- 1950 : Okinawa (Halls of Montezuma)
- 1952 : Les Misérables
- 1952 : La Loi du fouet (Kangaroo)
- 1953 : La Valse de Monte-Carlo (Melba)
- 1954 : La Veuve (La vedova X)
- 1954 : Commando à Rhodes (They Who Dare)
- 1959 : La Gloire et la Peur (Pork Chop Hill)
- 1960 : L'Inconnu de Las Vegas (Ocean's Eleven)
- 1962 : Les Révoltés du Bounty (Mutiny on the Bounty)

### Scénariste
- 1922 : Up and at 'Em de William A. Seiter
- 1924 : Amour, quand tu nous tiens... (The Yankee Consul) de James W. Horne
- 1924 : Listen Lester de William A. Seiter - Adaptation
- 1925 : Tourbillon de jeunesse (The Mad Whirl) de William A. Seiter
- 1925 : Dangereuse Innocence (Dangerous Innocence) de William A. Seiter
- 1925 : The Teaser de William A. Seiter
- 1925 : Bobbed Hair d'Alan Crosland
- 1925 : Les Sept Larrons en quarantaine (Seven Sinners) de lui-même
- 1928 : Tempête de lui-même, Sam Taylor et Victor Tourjanski - Non crédité
- 1930 : À l'Ouest, rien de nouveau de lui-même - Non crédité
- 1940 : Double Chance (Lucky Partners) de lui-même
- 1948 : Arc de Triomphe (Arch of Triumph) de lui-même
- 1954 : La Veuve de lui-même

### Producteur
- 1928 : The Garden of Eden
- 1931 : The Front Page
- 1932 : Pluie (Rain)
- 1934 : Le capitaine déteste la mer (The Captain Hates the Sea)
- 1939 : Des souris et des hommes (Of Mice And Men)
- 1941 : My Life with Caroline
- 1942 : Our Russian Front
- 1945 : Le Commando de la mort (A Walk in the Sun)
- 1948 : La Vérité nue
- 1949 : Le Poney rouge (The Red Pony)
- 1960 : L'Inconnu de Las Vegas (Ocean's Eleven)

## Récompenses

### Oscar
- 1929 : Meilleur réalisateur de comédie pour Two Arabian Knights
- 1930 : Meilleur réalisateur pour À l'Ouest, rien de nouveau
- 1931 : Nomination Meilleur réalisateur pour The Front Page
- 1940 : Nomination « Meilleure image » pour Des souris et des hommes